# Clearwater (rivière de Nouvelle-Zélande)
Pour les articles homonymes, voir Clearwater.
La rivière Clearwater  est située dans le district du Westland dans la  région de la West Coast dans l'île du Sud de la Nouvelle-Zélande. C'est un affluent de la rivière Cook (Weheka)

## Géographie
La  rivière prend son origine sur les pentes nord du Mont Mitchell à l’extrémité est de la chaîne Victoria, par une vallée située au nord du glacier Fox et de la rivière Fox. La rivière Clearwater et ses affluents passent dans la gorge drainant les terres vers le nord de la rivière Cook (Weheka). La rivière s’écoule sous un pont de la route nationale 6 juste au nord du centre-ville de Fox Glacier et passe près du lac Matheson après s’être déversée dans la rivière Cook, qui se draine elle-même dans la mer de Tasman.